# Nautanki

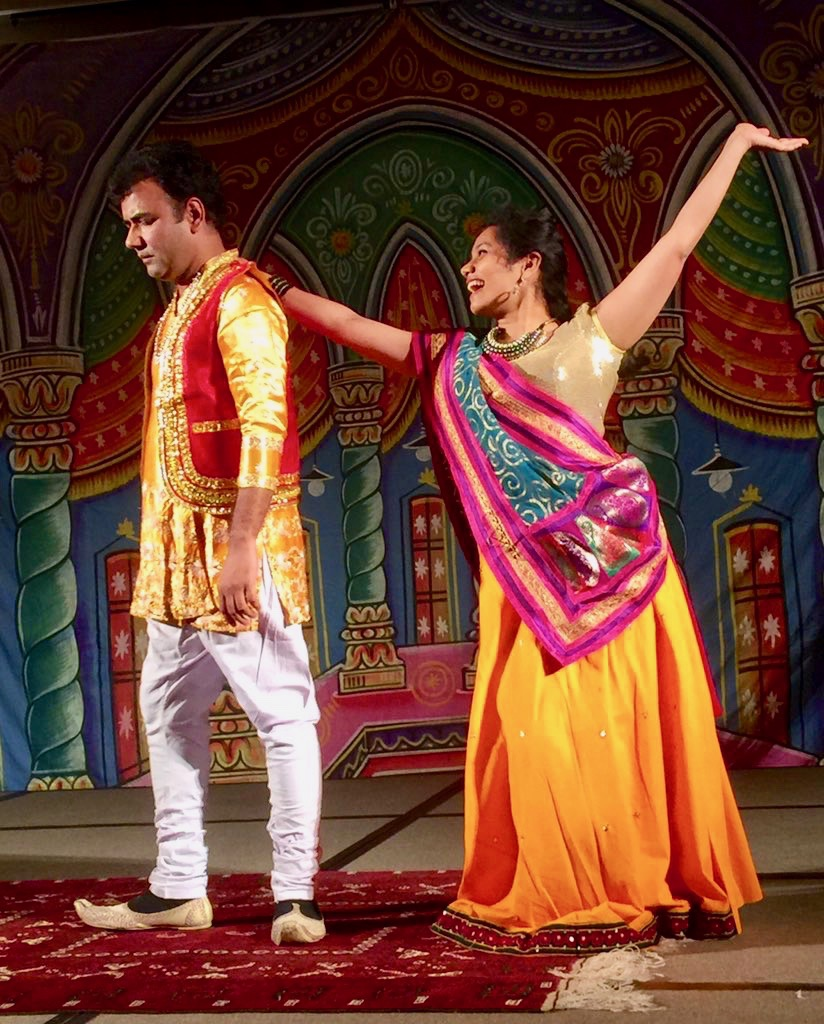
Devandra Sharma et Sharvari Deshpande à l'université du Wisconsin.

Le nautanki est un théâtre-opéra traditionnel du nord de l'Inde. Avant l'émergence de Bollywood, le nautanki était le divertissement le plus populaire dans les villes et villages.

## Les représentations
Les représentations de nautanki sont basées sur un thème puisé dans un conte, la mythologie ou la biographie d'un héros local.
Le spectacle est souvent ponctué de chansons, sketchs ou danses, et le public profite de ces breaks pour aller aux toilettes ou se restaurer. Le nautanki implique une grande participation du public, du soutien logistique à la fourniture d'acteurs.

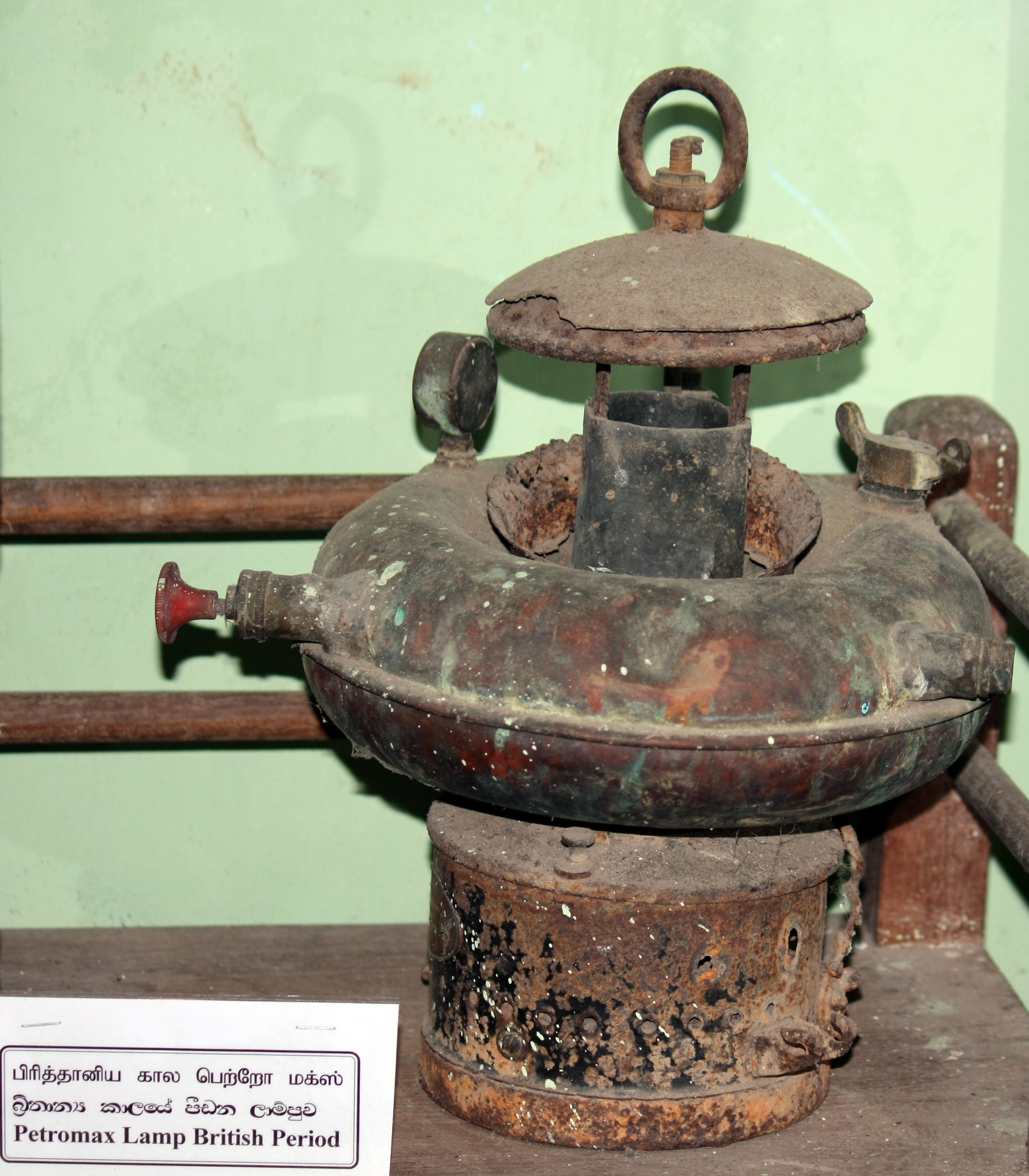
Petromax de la période britannique.

Une représentation peut avoir lieu sur tout espace pouvant accueillir des centaines ou des milliers de spectateurs. Avant la venue de l'électricité, on y voyait beaucoup de Petromax (en).
Beaucoup de nautankis commencent vers 22 heures pour finir à potron-minet.
Pendant la présence britannique, le rejet du colonisateurs et des seigneurs féodaux s'exprimait dans des nautankis tels que Sultana Daku, Jalianwala Bagh, et Amar Singh Rathore. Depuis 40 ans, certains (Pandit Ram Dayal Sharma ou Dr. Devendra Sharma) ont co-écrits de nombreux spectacles, quand d'autres y intégraient des messages informatifs et sociaux (lutte contre le SIDA, etc.). Des nautankis plus brefs (deux heures) ont aussi vu le jour, permettant aux habitants d'avoir une pause dans leur routine quotidienne.

## États-Unis
Depuis le début des années 2000, des artistes tels que Devendra Sharma exportent le nautanki en Amérique du Nord, où il peut rencontrer une large diaspora indienne. Le spectacle peut se faire en hindi et anglais, et traiter de sujets sociaux propres à l'immigration, comme ces Indiens venus étudier et travailler et ne retournent en Inde que pour se marier ou toucher la dot, retournant ensuite aux États-Unis pour y retrouver leur autre femme ou petite amie.

## Galerie

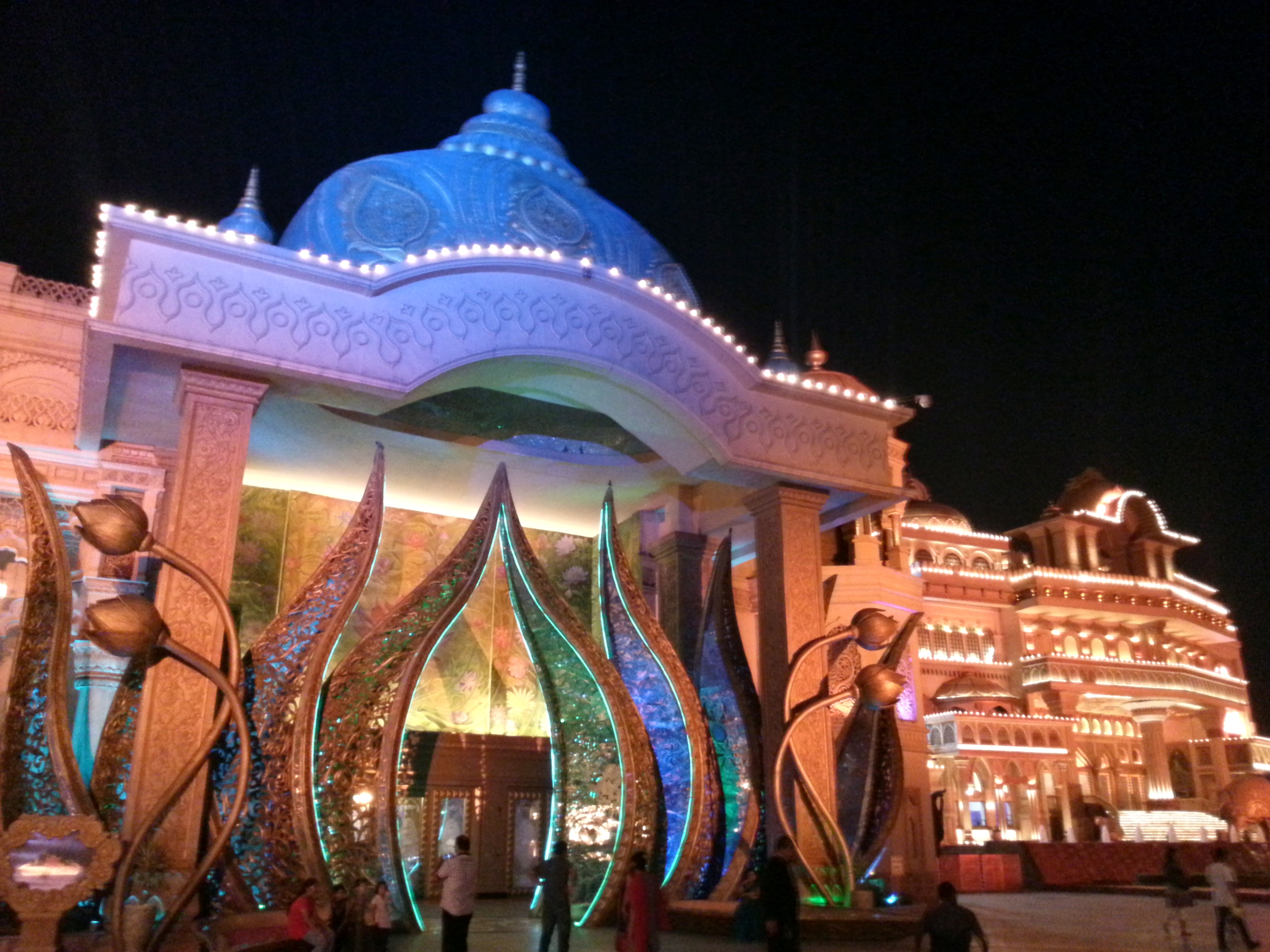
Le Nautanki Mahal Auditorium à Gurgaon
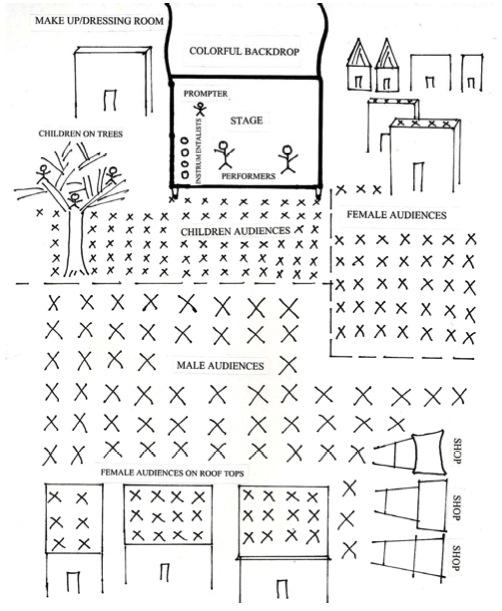
Plan d'un spectacle, avec les places assignées aux différents publics
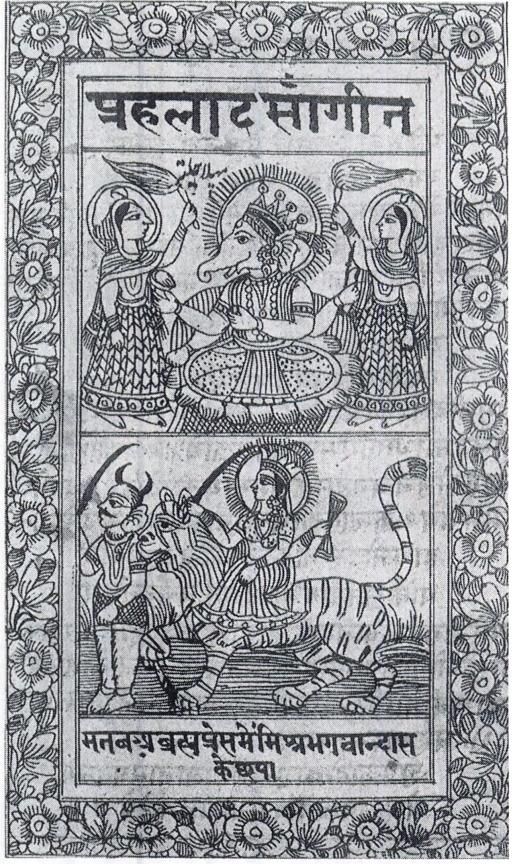
Couverture de Prahlad Sangeet de Lakshman Singh, 1866, cité dans The Nautanki Theatre of North India de Kathryn Hansen
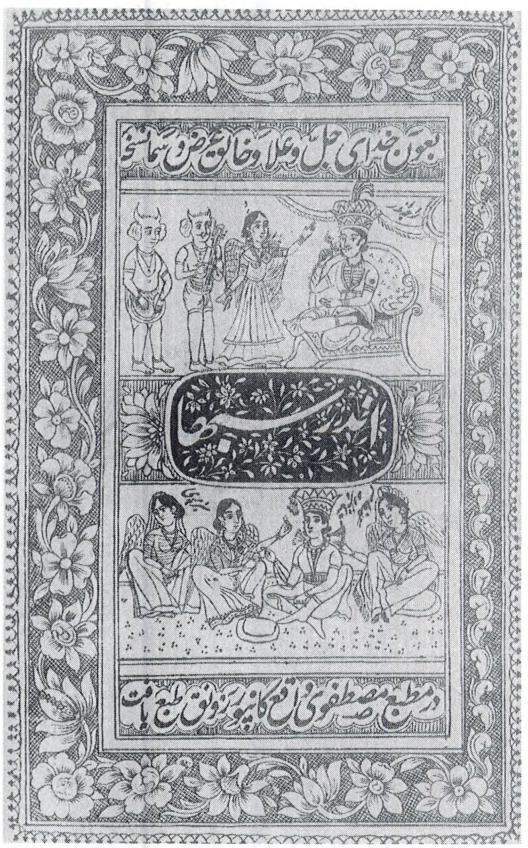
Indarsabha (La Cour d'Indra) d'Amanat, 1853, cité dans The Nautanki Theatre of North India de Kathryn Hansen
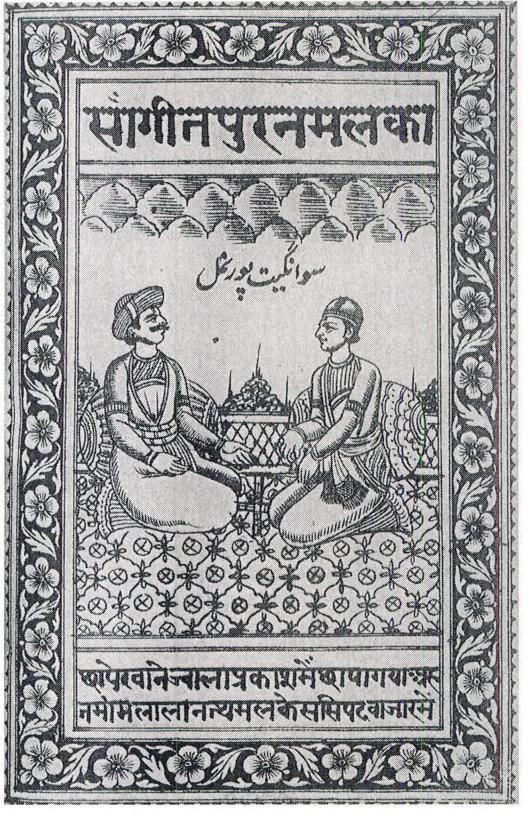
Sangeet Puranmal Ka (La musique de Puranmal (en)), 1879, cité dans The Nautanki Theatre of North India de Kathryn Hansen